# Tibionema
Tibionema is een geslacht van kevers uit de familie  
kniptorren (Elateridae).
Het geslacht is voor het eerst wetenschappelijk beschreven in 1851 door Solier.

## Soorten
Het geslacht omvat de volgende soorten:
- Tibionema abdominalis Guerin, 1838
- Tibionema rufiventris Solier, 1851